# Watford City
Watford City is een plaats (city) in het westen van de Amerikaanse staat North Dakota, gelegen in McKenzie County waarvan het de hoofdplaats is.

## Demografie
Bij de volkstelling in 2000 werd het aantal inwoners vastgesteld op 1435.
In 2006 is het aantal inwoners door het United States Census Bureau geschat op 1382, een daling van 53 (-3,7%).

## Geografie
Volgens het United States Census Bureau beslaat de plaats een oppervlakte van
3,9 km², geheel bestaande uit land. Watford City ligt op ongeveer 646 m boven zeeniveau.

## Plaatsen in de nabije omgeving
De onderstaande figuur toont nabijgelegen plaatsen in een straal van 48 km rond Watford City.